# Rob Gronkowski
Robert James "Rob" Gronkowski (Amherst, 14 de maio de 1989), muitas vezes conhecido por seu apelido "Gronk" (derivado de seu sobrenome) é um jogador aposentado de futebol americano que jogava na posição de tight end na National Football League (NFL). Ele jogou futebol americano universitário pelo Arizona Wildcats football, onde conquistou vários prêmios, sendo inclusive nomeado "Calouro All-American" pelo Sporting News e Rivals.com. Gronk foi draftado pelo New England Patriots, da NFL, em 2010 e defendeu o time por nove temporadas. Ele se aposentou da liga profissional em 2019 mas no ano seguinte retornou para assinar um contrato com o Tampa Bay Buccaneers.
Gronkowski é considerado um dos melhores tight ends da década de 2010 na NFL. Em 2011, ele estabeleceu um recorde da liga em touchdowns por um tight end (com 17), e também em número de jardas (com 1 327). Gronk foi o primeiro jogador de sua posição a liderar a NFL em número de TDs. Nas suas primeiras seis temporadas com os Patriots, ele fez 68 touchdowns de recepção, foi eleito cinco vezes para Pro Bowl e outras cinco para o Time All-Pro. Ainda foi campeão com os Patriots três vezes no Super Bowl (XLIX, LI e LIII), e com os Buccaneers conquistou o título do Super Bowl LV, na temporada de 2020.

## Primeiros anos
Gronkowski nasceu em Ahmerst, Nova Iorque em 14 de maio de 1989 e cresceu em Williamsville, Nova Iorque. Cursou o ensino médio em uma escola ao norte de Williamsville, jogando como tight end no futebol americano e pivô no basquete. Jogando futebol americano com os juniores, teve números ofensivos de 36 recepções para 648 jardas e 7 touchdowns, com 73 tackles e 6 sacks na defesa.
Em 2006, Gronkowski se mudou para o subúrbio de Pittsburgh, cursando seu último ano de High School na escola de Woodland Hills. Ele teve 8 recepções para 152 jardas e 4 touchdowns. Ele recebeu propostas de bolsas de estudos nas faculdades de Kentucky, Arizona, Clemson, Louisville, Maryland, Ohio State e Syracuse.

## Carreira universitária
Após graduar-se no ensino médio, Gronkowski optou pela Universidade do Arizona, jogando pelos Arizona Wildcats entre 2007 e 2009. Como calouro em 2007, ele anotou 28 recepções para 525 jardas e 6 touchdowns. Sua média de 18,8 jardas por recepção era a melhor na equipe e suas jardas percorridas se tornaram um recorde para um tight end.
Gronkowski não participou das três primeiras partidas da temporada de 2008, porém, anotou posteriormente 47 recepções para 672 jardas e 10 touchdowns (melhor marca da equipe). Cinco de seus touchdowns foram anotados nas suas primeiras duas partidas.
Antes da temporada de 2009, Gronkowski foi colocado na lista de observação para o Prêmio Lombardi, que é concedido ao mais destacado jogador de linha ofensiva ou linebacker. Ele perdeu a temporada de 2009 devido a uma cirurgia nas costas, o que causou a sua queda no draft.
Ele quebrou os recordes para um tight end em um único jogo, uma única temporada, e durante toda a carreira universitária nos quesitos recepções, jardas percorridas e touchdowns.

### Estatísticas universitárias
| Geral | Geral   | Geral | Recepções | Recepções | Recepções |
| Ano   | Equipe  | Jogos | Recepções | Jardas    | TDs       |
| ----- | ------- | ----- | --------- | --------- | --------- |
| 2007  | Arizona | 12    | 28        | 525       | 6         |
| 2008  | Arizona | 10    | 47        | 672       | 10        |
| Total | Total   | 22    | 75        | 1.197     | 16        |

Fonte:

## Carreira profissional
| Altura | Peso   | Comprimento do braço | Tamanho da mão | Corrida de 40 jardas | Corrida de 10 jardas | Corrida de 20 jardas | 20-ss  | 3-cone | Salto vertical | Amplo  | BP      | Wonderlic |
| --- | ------ | -------------------- | -------------- | -------------------- | -------------------- | -------------------- | ------ | ------ | -------------- | ------ | ------- | --------- |
| 1.99 m | 117 kg | 0.87 m               | 0.27 m         | 4.68 s               | 1.58 s               | 2.68 s               | 4.47 s | 7.18 s | 0.85 m         | 3.02 m | 23 reps | 32        |
| Todos os valores do Arizona Pro Day. Não participou da maioria dos eventos do combine devido a uma lesão nas costas. |        |                      |                |                      |                      |                      |        |        |                |        |         |           |

Gronkowski foi selecionado pelo New England Patriots na segunda rodada (42º no geral) do Draft da NFL em 2010, após uma troca no dia do Draft com os Oakland Raiders. Nas análises pré-Draft reveladas em maio de 2016, os olheiros dos Raiders avaliaram Gronkowski como "o melhor jogador no Draft". Ele assinou um contrato de quatro anos em 25 de julho de 2010. O acordo valia US $ 4,4 milhões, com um bônus de assinatura de US $ 1,76 milhão.

### New England Patriots

#### Temporada de 2010
Durante a pré-temporada, Gronkowski foi um dos três jogadores da NFL a marcar quatro touchdowns, empatado com Victor Cruz, um novato no New York Giants, e Anthony Dixon, um running back do San Francisco 49ers. No jogo da semana 1 contra Cincinnati, Gronkowski conseguiu seu primeiro touchdown na temporada regular em um passe de um jarda de Tom Brady.
Em uma vitória da semana 10 sobre o Pittsburgh Steelers, Gronkowski pegou três passes de touchdown de Brady, tornando-se o primeiro novato na história do Patriots e o mais novo estreante da história da NFL a realizar o feito. (Em homenagem à façanha, o Madden NFL 12 tem um "Rob Gronkowski Award" para jogadores que têm um tight end que teve três ou mais touchdowns em um único jogo).
Visitando sua cidade natal de Buffalo na semana 16, Gronkowski teve dois touchdowns contra o Buffalo Bills, e teve mais um touchdown no jogo seguinte, terminando a temporada com 10 TDs; em 16 jogos disputados, Gronkowski também recebeu 42 passes para 546 jardas. Apesar de ter perdido toda a sua temporada universitária em 2009, após uma cirurgia nas costas, Gronkowski não perdeu um único jogo ou treino durante toda a temporada; ele foi o primeiro tight end desde a fusão NFL-AFL a marcar 10 touchdowns.
Nos playoffs, Gronkowski fez sua estreia na pós-temporada contra o New York Jets. Na derrota de 28-21, ele teve quatro recepções para 65 jardas.
Gronkowski foi indicado três vezes para o Rookie of the Week da Pepsi NFL, nas Semanas 10, 14 e 17, vencendo duas vezes e perdendo na semana 10 para Tim Tebow. Ele terminou em quinto na votação por fãs para o Pro Bowl de 2011, quarto lugar entre os novatos. Gronkowski também recebeu o voto de um escritor para a Equipe All-Pro de 2010 da Associated Press (os escritores votam apenas em um tight end).

#### Temporada de 2011

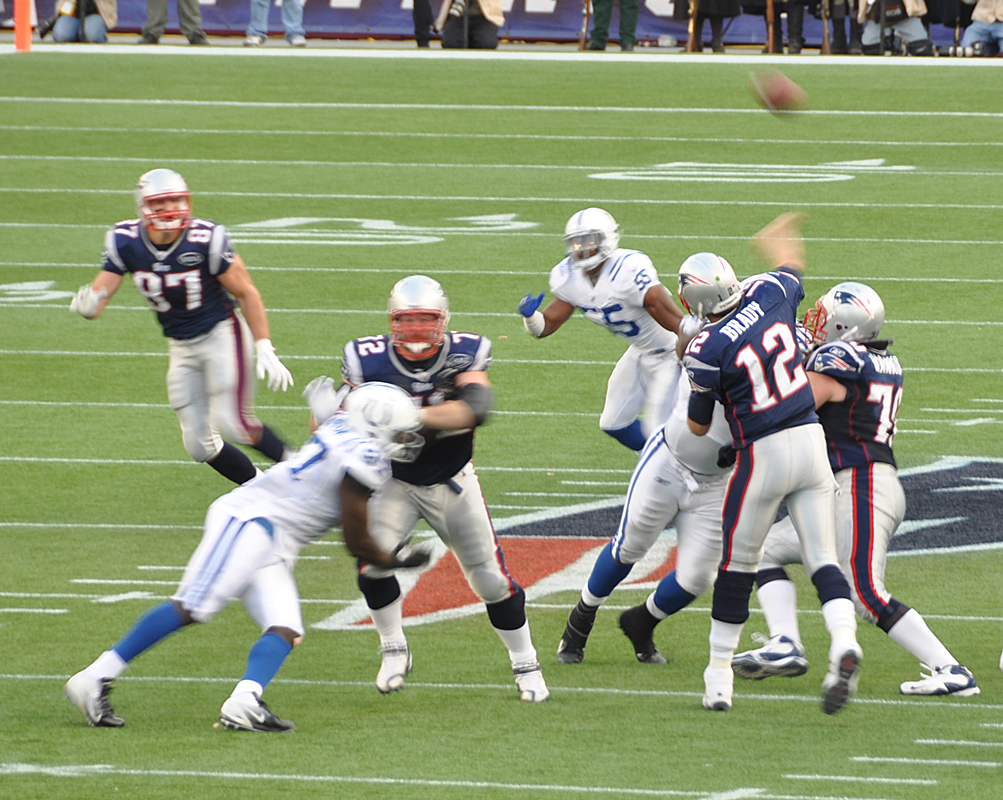
Gronkowski (# 87) em um jogo de 2011 contra o Indianapolis Colts

Na semana 11, contra os Kansas City Chiefs, Gronkowski conseguiu dois touchdown, incluindo uma corrida de 52 jardas, ele igualou sua marca de touchdown de 2010 em apenas dez jogos; Ele passou seus números de recepções e jardas de 2010 em apenas oito jogos.
Seus 20 touchdowns foram os maiores de todos os tempos para um tight end em suas duas primeiras temporadas. Suas recepções e jardas ficaram em segundo entre os tight ends (atrás de Jimmy Graham do New Orleans Saints), e entre os dez melhores entre todos os recebedores, apesar de terem ficado em segundo entre os jogadores dos Patriots, atrás do wide receiver, Wes Welker.
Gronkowski quebrou o recorde da NFL para touchdowns marcado em uma única temporada por um tight end quando ele teve três touchdowns na vitória dos Patriots na semana 13 contra o Indianapolis Colts.
Ele terminou a temporada com 1.327 jardas de recepção, quebrando o recorde anterior por um tight end de 1.310, definida por Jimmy Graham dos Saints no mesmo dia. Ele também terminou com 18 touchdowns totais - recorde para um tight ends. Os 18 touchdowns de Gronkowski foram o segundo maior total da NFL (atrás de LeSean McCoy do Philadelphia Eagles que teve 20). Seus 17 touchdowns de recepção foram os maiores de todos os jogadores da NFL em 2011, marcando a primeira vez na história da NFL que um tight end teve a posse exclusiva da liderança da liga.
Gronkowski foi eleito o tight end titular da AFC do Pro Bowl de 2012. Ele terminou com 936.886 votos, mais que o triplo do número recebido pelo segundo colocado, o companheiro de equipe de Gronkowski, Aaron Hernandez, e o terceiro maior de todos os jogadores da AFC, atrás dos companheiros Tom Brady e Wes Welker. Ele também foi eleito o tight end do primeiro time da AP, recebendo 44½ dos 50 votos (44 eleitores votaram em Gronkowski; 5 eleitores votaram em Jimmy Graham, e um votante dividiu um voto entre os dois).

##### Pós-temporada de 2011
No primeiro jogo dos playoffs dos Patriots, uma goleada de 45-10 sobre o Denver Broncos no Divisional Round, Gronkowski empatou um recorde de pós-temporada da NFL, pegando três passes para touchdown como parte de um esforço de 145 jardas e 10 recepções. Gronkowski sozinho teve mais capturas do que todo o ataque dos Broncos, já que o quarterback Tim Tebow completou apenas 9 dos 26 passes.
Para o segundo jogo dos playoffs, uma vitória por 23-20 sobre o Baltimore Ravens, Gronkowski sofreu uma forte entorse de tornozelo; o status de seu tornozelo foi uma das principais linhas da história na corrida para o Super Bowl XLVI.
No Super Bowl XLVI, os Patriots decidiram que Gronkowski seria titular, mas ele não era um grande fator no jogo. Gronkowski terminou o jogo com 2 recepções para 26 jardas, que foram o seu menor número desde o início de outubro. Os Patriots perderam o Super Bowl para os New York Giants por 21-17. Alguns dias depois do Super Bowl, Gronkowski fez uma ressonância magnética do tornozelo lesionado que revelou ligamentos tensos e precisou de cirurgia para ser reparada.

#### Temporada de 2012

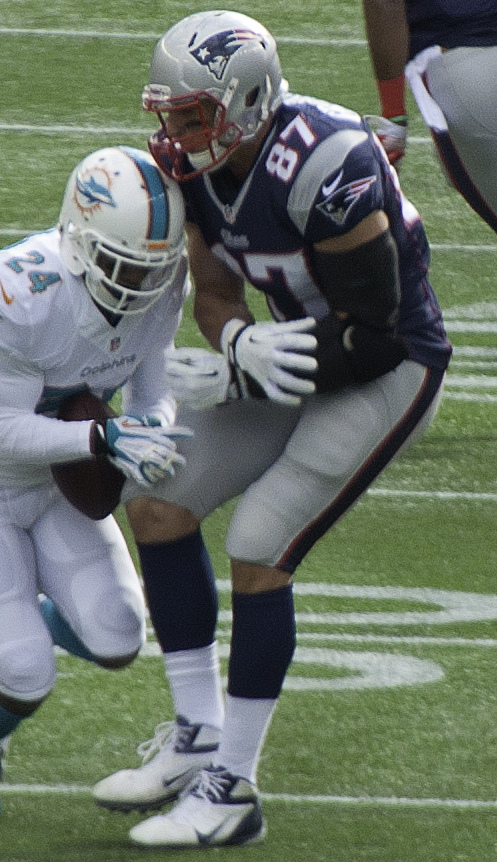
Gronkowski durante a temporada de 2013

Em 8 de junho de 2012, Gronkowski assinou uma extensão de contrato de seis anos no valor de US $ 54 milhões, o maior contrato de todos os tempos para um tight end da NFL. O contrato incluiu um bônus de assinatura de US $ 8 milhões, mas deixou as temporadas de 2012 e 2013 de seu contrato de novato intacto.
Gronkowski quebrou o antebraço esquerdo no final do quarto período, durante um ponto extra na vitória por 59-24 dos Patriots na semana 11 sobre o Indianapolis Colts. Antes de fazer isso, no entanto, ele se tornou o terceiro tight end da história da NFL (depois de Tony Gonzalez e Antonio Gates) a alcançar três temporadas com pelo menos 10 recepções para touchdown, e o primeiro a fazê-lo em temporadas consecutivas.
Gronkowski voltou a treinar na semana 15, e participou do jogo da semana 17 contra o Miami Dolphins, marcando um touchdown. Ele re-machucou seu braço esquerdo no primeiro quarto do primeiro jogo de playoff dos Patriots, contra o Houston Texans. Ele exigiu outra operação e perdeu o restante do playoff.
Em 11 jogos na temporada de 2012, Gronkowski teve 790 jardas e 11 touchdowns.

#### Temporada de 2013

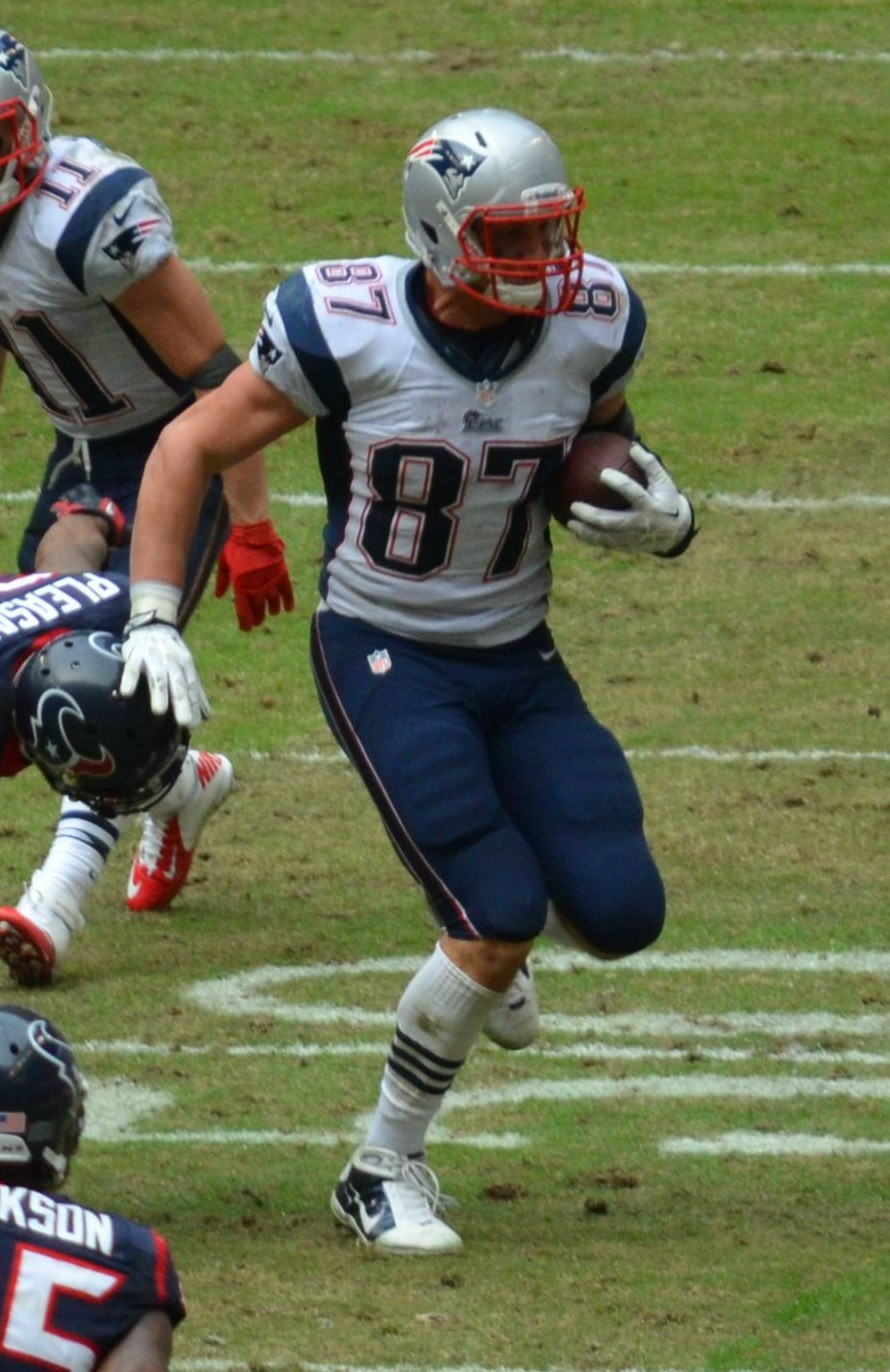
Gronkowski em 2013

Em fevereiro de 2013, Gronkowski foi diagnosticado com uma infecção em seu antebraço. Ele passou por um procedimento aberto - o terceiro em seu antebraço - em um esforço para limpar a infecção; Ele foi posteriormente colocado em um curso de antibióticos. Em 20 de maio de 2013, Gronkowski foi submetido a uma quarta cirurgia em seu antebraço para substituir o hardware implantado no segundo procedimento e realizar biopsias de tecido. Adam Schefter, da ESPN, relatou que os médicos foram encorajados a resolver a infecção finalmente. Em 18 de junho de 2013, Gronkowski foi submetido a uma cirurgia nas costas.
Ele foi liberado para jogar no jogo de 20 de outubro de 2013 contra o New York Jets. Durante um jogo contra o Cleveland Browns em 8 de dezembro de 2013, Gronkowski sofreu uma lesão no joelho direito após um golpe e rasgou sua LCA e LCM.
Em 7 jogos, Gronkowski teve 592 jardas de recepção e 4 touchdowns.

#### Temporada de 2014
Em seu primeiro jogo de volta da cirurgia ACL / MCL, Gronkowski conseguiu pegar quatro passes para 40 jardas e um touchdown contra o Miami Dolphins em uma derrota por 33-20. Ele jogou limitado enquanto os Patriots o levavam de volta à força total lentamente.
Na semana 14 contra o San Diego Chargers, Gronkowski tornou-se o primeiro tight end na história da NFL a ter pelo menos 10 touchdowns em quatro temporadas separadas. No jogo, ele teve oito recepções para 87 jardas e um touchdown.
Os Patriots terminaram com uma campanha de 12 vitórias e 4 derrotas e garantiram o título da AFC East. No Divisional Round contra o Baltimore Ravens, ele teve sete recepções para 108 jardas e um touchdown na vitória por 35-31. Na Final AFC contra o Indianapolis Colts, ele teve três recepções para 28 jardas e um touchdown na vitória por 45-7.
Gronkowski foi um fator importante na vitória dos Patriots por 28-24 no Super Bowl XLIX sobre o Seattle Seahawks, registrando 6 recepções para 68 jardas e um touchdown no final do segundo quarto. Gronkowski foi multado duas vezes nesta temporada, uma vez por "força desnecessária" contra o safety do Indianápolis Colts, Sergio Brown, e outra vez ocorrendo durante o Super Bowl XLIX. Gronkowski, entre outros três, foi multado em 8.628 dólares por "atacar um oponente".
Gronkowski foi nomeado para seu terceiro Pro Bowl e foi a escolha unânime como tight end da equipe All-Pro de 2014, recebendo todos os 50 votos. No ESPY Awards de 2015, Gronkowski ganhou o prêmio de Melhor Jogador do Ano pela temporada de 2014.

#### Temporada de 2015
No primeiro jogo da temporada contra o Pittsburgh Steelers em 10 de setembro de 2015, Gronkowski pegou cinco passes para 94 jardas, marcando três dos quatro touchdowns dos Patriots em sua vitória por 28-21. A performance de três touchdowns foi a terceira na carreira de Gronkowski. Isso também fez Gronkowski o primeiro jogador na história da NFL com múltiplos jogos de recepção de três touchdown contra os Steelers.
Nos próximos seis jogos dos Patriots, todas com vitórias, Gronkowski registrou 34 recepções para 533 jardas e seis touchdowns. Ele acrescentou 113 jardas e um touchdown em 29 de outubro em uma vitória por 36-7 sobre o Miami Dolphins. Na primeira derrota da temporada dos Patriots, em 29 de novembro de 2015, contra o Denver Broncos, Gronkowski teve que ser retirado do campo após uma lesão no joelho direito no quarto quarto. Relatos iniciais disseram que a lesão parecia ser menos grave do que parecia originalmente.
Depois de perder uma semana, Gronkowski retornou para o jogo dos Patriots em 13 de dezembro contra o Houston Texans. Ele pegou quatro passes para 87 jardas e um touchdown, para um total de 10 touchdowns e 1.018 jardas na temporada. Os Patriots venceram, 27-6, para quebrar uma sequência de duas derrotas.

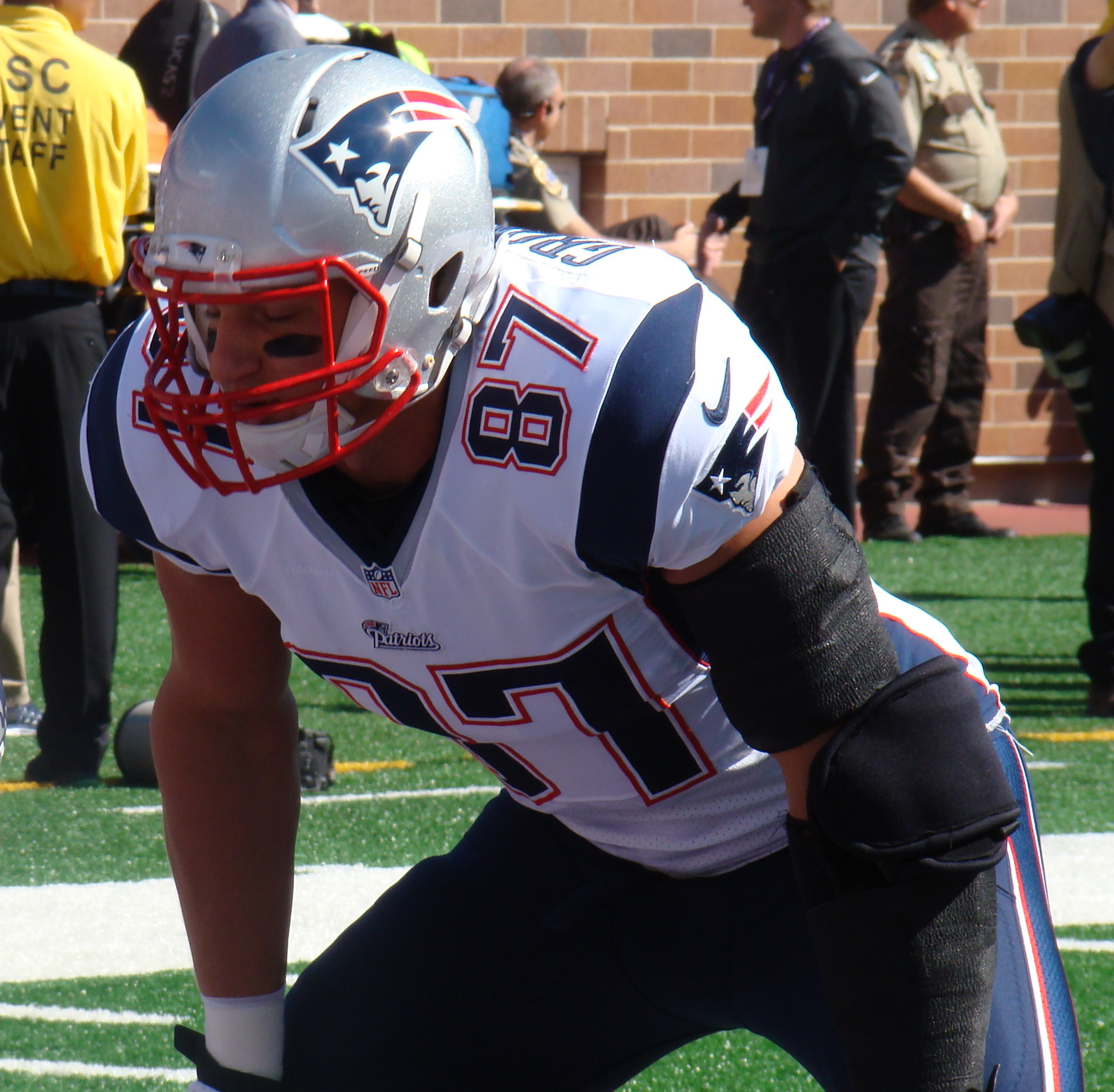
Rob Gronkowski com a camisa dos Patriots.

Em 20 de dezembro, Gronkowski pegou cinco passes para 54 jardas e um touchdown em uma vitória por 33-16 sobre o Tennessee Titans. Ele dedicou o jogo a seu amigo Dana Parenteau, que morreu aos 43 anos de idade dois dias antes.
Na vitória dos Patriots por 27-20 sobre os Kansas City Chiefs no Divisional Round, Gronkowski teve sete passes para 83 jardas e dois touchdowns. Na Final da AFC, uma derrota por 20-18 para o Denver Broncos, Gronkowski teve 8 recepções para 144 jardas e um touchdown.
Gronkowski foi selecionado para o Pro Bowl e para o primeiro time do AP All-Pro pela quarta vez em sua carreira; Ele liderou todos os não-quarterbacks na votação dos torcedores pelo Pro Bowl e recebeu 48 dos 50 votos da All-Pro. Ele foi classificado como o nono melhor jogador no NFL Top 100 Players de 2016.

#### Temporada de 2016
Gronkowski perdeu os dois primeiros jogos da temporada de 2016 devido a uma lesão no tendão e foi limitado em seus próximos dois jogos. Contra o Buffalo Bills na semana 8, Gronkowski marcou o 69º touchdown em temporada regular. O touchdown quebrou dois recordes dos Patriots estabelecidos por Stanley Morgan.
Na semana 10 contra o Seattle Seahawks, ele levou um grande golpe no peito por Earl Thomas, que inicialmente foi pensado para ser um pulmão perfurado, mas acabou por ser uma contusão pulmonar, tirando-o da semana 11. Na semana 12 contra o New York Jets, ele sofreu uma lesão nas costas no início do segundo quarto, que precisava de uma cirurgia para reparar uma hérnia de disco, e estava fora da temporada.
Ele terminou a temporada com 25 recepções para 540 jardas e três touchdowns. Suas 21,6 jardas por recepção ficaram em primeiro lugar entre os tight ends da NFL em 2016. Gronkowski não jogou quando os Patriots venceram o Super Bowl em 5 de fevereiro de 2017.
Apesar de ter perdido oito jogos, Gronkowski ainda ficou em 23º lugar no NFL Top 100 Players de 2016.

#### Temporada de 2017
Gronkowski começou a temporada de 2017 saudável depois de perder grande parte da temporada anterior. Gronkowski machucou a virilha durante a vitória da semana 2 sobre o New Orleans Saints, deixando o jogo mais cedo, mas a lesão não resultou na perda de jogos. Antes da contusão, ele havia registrado seis recepções para 116 jardas e um touchdown de 53 jardas. No final da Semana 4, ele era o líder da equipe em recepções e jardas, mas uma contusão na coxa sofrida antes do jogo contra o Tampa Bay Buccaneers na semana 5 o fez perder jogo inteiramente.
Na semana 12, Gronkowski pegou 5 passes para 82 jardas e 2 touchdowns. Este foi seu 16º jogo de touchdown múltiplo, quebrando o recorde da franquias anteriormente detido por Randy Moss.
Ele chegou a marca de 1.000 jardas na temporada pela quarta vez em sua carreira, juntando-se a Tony Gonzalez e Jason Witten como os únicos tight ends da NFL com quatro temporadas de 1.000 jardas.
Em 19 de dezembro de 2017, Gronkowski foi nomeado para seu quinto Pro Bowl. Ele terminou a temporada de 2017 com 69 recepções para 1.084 jardas, maior marca entre os tight ends, e os oito touchdowns. Em janeiro de 2018, ele foi nomeado para o All-Pro First Team da Associated Press, o que lhe rendeu um incentivo de US $ 2,5 milhões que foi adicionado ao seu contrato durante a offseason de 2017.

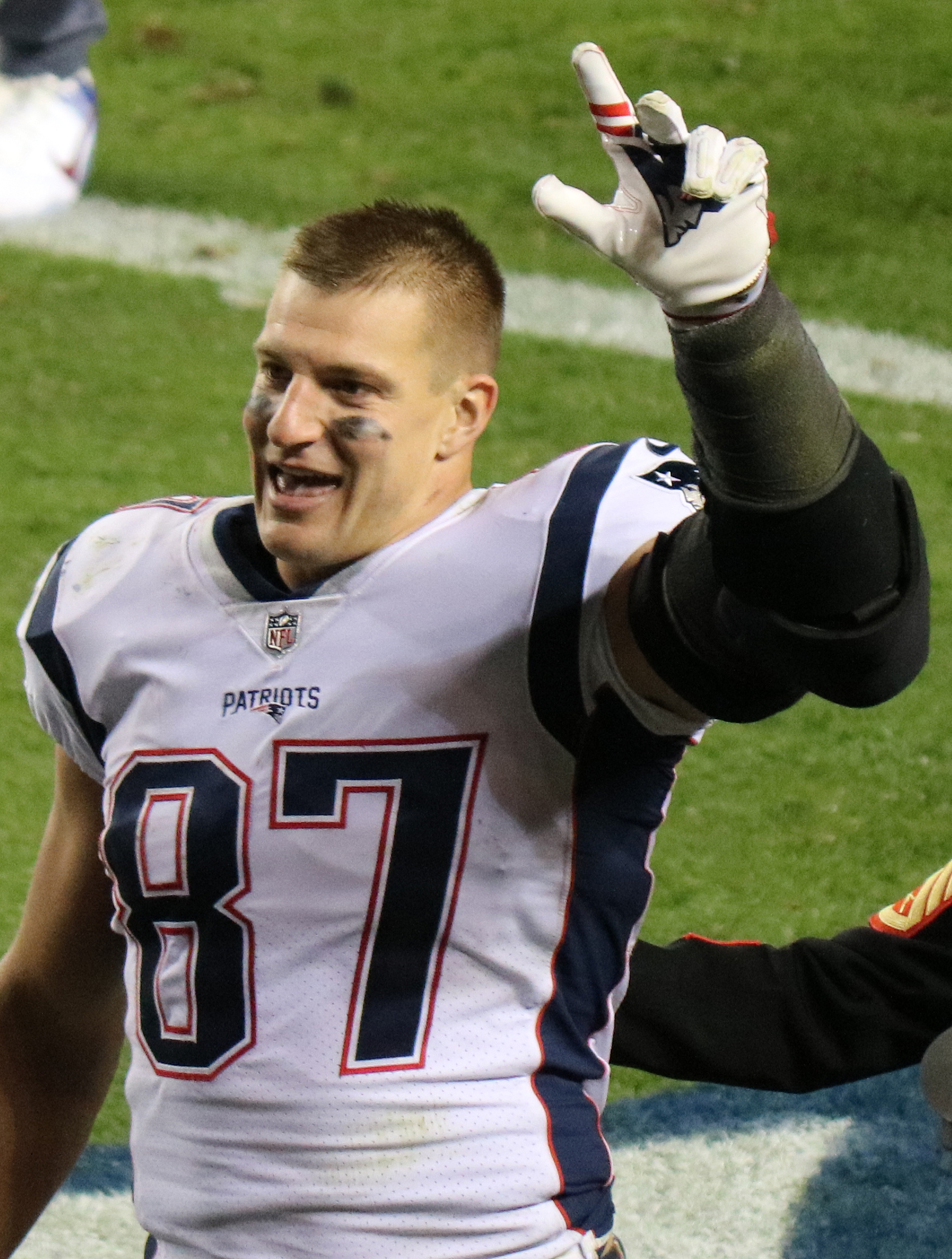
Rob Gronkowski em 2017.

No Divisional Round contra o Tennessee Titans, ele terminou com seis recepções para 81 jardas e um touchdown na vitória por 35 a 14. Em 21 de janeiro de 2018, Gronkowski sofreu uma concussão em uma recepção de 21 jardas durante o AFC Championship Game contra o Jacksonville Jaguars, sendo colocado em um protocolo de concussão, e não retornou ao jogo. Ele seria retirado do protocolo a tempo para o Super Bowl LII contra o Philadelphia Eagles.
Durante o Super Bowl, ele terminou com 116 jardas e dois touchdowns. Os Patriots perderam por 33 a 41.

#### Temporada de 2018
Apesar de rumores de uma possível aposentadoria, em 24 de abril de 2018, Gronkowski anunciou que ele havia se reunido com Bill Belichick e retornaria para a temporada de 2018. Gronk participou dos treinos do time a partir de junho. Na abertura da temporada regular, contra o Houston Texans, Gronkowski conseguiu sete recepções para 123 jardas e um touchdown. Ele também sofreu seu primeiro fumble desde 2012. Contudo, nos seis jogos seguidos, Gronkowski acabou limitado, totalizando apenas 22 recepções para 325 jardas e nenhum TD. O segundo touchdown no ano só veio na semana 12, numa vitória sobre o New York Jets. Na semana 14, contra o Miami Dolphins, ele registrou oito recepções para 107 jardas e um touchdown na derrota por 34 a 33. Gronk terminou a temporada de 2018 com 47 recepções, 682 jardas e apenas três touchdowns.
Os Patriots chegaram aos playoffs em 2018 com a segunda melhor campanha da AFC. Na rodada de divisão, contra o Los Angeles Chargers, ele fez uma recepção de 25 jardas na vitória do seu clube por 41 a 28. Na final da AFC, contra o Kansas City Chiefs, Gronk fez seis recepções para 79 jardas na vitória por 37 a 31 dos Patriots. O time foi então para o Super Bowl LIII, contra o Los Angeles Rams, onde Rob Gronkowski terminou o jogo com 87 jardas de recepção na vitória por 13 a 3 que garantiu o sexto título de New England. Neste jogo, ele chegou ao recorde de maior quantidade de recepções e jardas por tight end na história do Super Bowl.

### Primeira aposentadoria
Em 24 de março de 2019, Gronkowski anunciou sua aposentadoria na NFL, via Instagram.

### Retorno a NFL com o Tampa Bay Buccaneers

#### Temporada de 2020

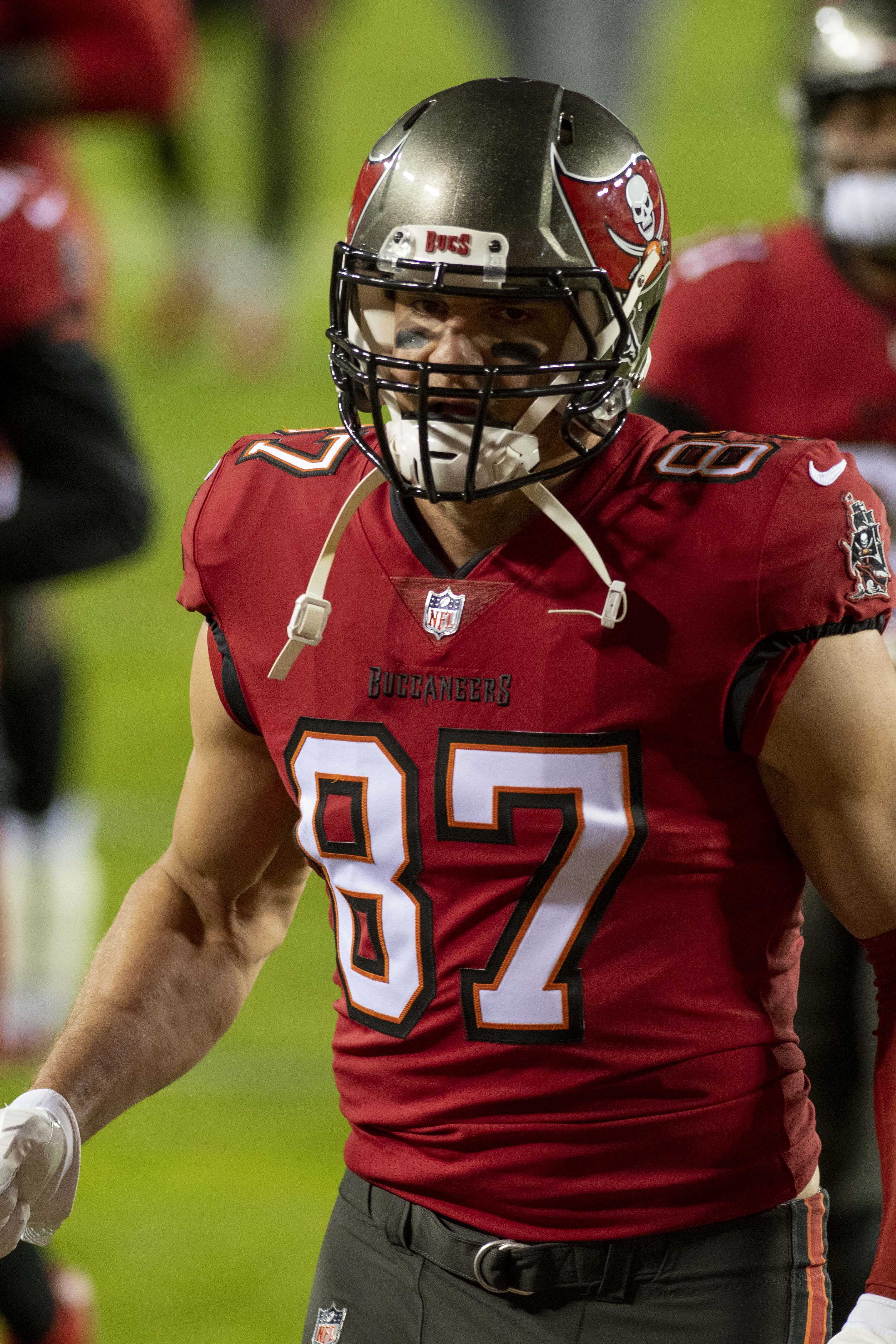
Gronkowski em 2021.

Em 21 de janeiro de 2020, após um ano aposentado, Gronkowski comunicou o New England Patriots que pretendia voltar a ativa na NFL e requisitou aos Patriots para que fosse trocado para o Tampa Bay Buccaneers (como ele estava sob contrato com os Patriots quando se aposentado pela primeira vez, Gronk, caso retornasse, ainda seria, tecnicamente, parte do time). O motivo dele ter escolhido os Buccaneers seria que seu antigo quarterback, Tom Brady, tinha assinado com Tampa após deixar New England.
Em 18 de outubro de 2020, Gronkowski conseguiu cinco recepções para 78 jardas contra Green Bay e marcou ainda seu primeiro touchdown com os Buccaneers, sendo também o primeiro na carreira desde 9 de dezembro de 2018. Na semana 16, em dezembro, contra o Detroit Lions, Gronkowski anotou duas recepções para 58 jardas, sendo ambas para touchdowns, na vitória de Tampa por 47 a 7. No final do ano, ele tinha 45 recepções para 623 jardas e sete touchdowns, com os Buccaneers se classificando para os playoffs.
Nas finais de conferência, a NFC Championship Game, a recepção de 29 jardas de Gronkowski, no final do quarto período, foi crucial para os Bucs se posicionarem para chutar um field goal decisivo, por Ryan Succop, em cima dos Packers.
No Super Bowl LV, Gronkowski foi responsável por dois dos três touchdown lançados por Tom Brady na vitória de Tampa Bay sobre os Chiefs. Esses números fizeram dele e Brady a dupla quarterback e recebedor com mais touchdowns na história das finais da NFL, com 14.

#### Temporada de 2021 e segunda aposentadoria
Em 22 de março de 2021, Gronkowski renovou seu contrato com os Buccaneers por um ano valendo US$ 10 milhões.
Embora a temporada de 2020 tenha sido rara Gronkowski com ele jogando todos os dezesseis jogos, o ano de 2021 se provou mais problemático com relação a sua saúde. Nas primeiras duas partidas da temporada, ele jogou bem e sem contusões, anotando 8 recepções para 90 jardas e dois touchdowns na vitória sobre Dallas e conseguiu mais depois quatro recepções para 39 jardas e novamente dois touchdowns em outra vitória, desta vez contra Atlanta. Contudo, na semana 3, contra o Los Angeles Rams, onde ele teve 4 receptions for 55 yards, Gronkowski levou um golpe que resultou em múltiplas fraturas nas costelas e um pulmão perfurado, o que o manteve essencialmente fora de ação pelas próximas sete semanas, com a notável exceção de uma tentativa abortada de retornar na semana 8, na qual ele jogou apenas um punhado de snaps. Quando ele retornou na semana 11, ele fez seis recepções para 71 jardas na vitória sobre o NY Giants. Ele teve seu primeiro jogo de 100 ou mais jardas contra os Colts, na semana seguinte, seguido por seu terceiro jogo com dois ou mais touchdowns na temporada. Assim, a conexão Brady-Gronkowski chegou ao total de 90 touchdowns feitos em temporada regular, fazendo deles a segunda dupla mais prolífica de quarterback-recebedor, atrás apenas de Peyton Manning e Marvin Harrison.
Em 21 de junho de 2022, Gronkowski anunciou sua segunda aposentadoria dos campos.

## Estatísticas da carreira

### Temporada regular
| Geral    | Geral    | Geral | Geral | Recepções | Recepções | Recepções | Recepções | Recepções | Corridas | Corridas | Corridas | Corridas | Corridas | Fumbles | Fumbles |
| Ano      | Equipe   | J     | JT    | Rec       | Jds       | Med       | Maior     | TD        | Tent     | Jds      | Med      | Maior    | TD       | Fum     | Perd    |
| -------- | -------- | ----- | ----- | --------- | --------- | --------- | --------- | --------- | -------- | -------- | -------- | -------- | -------- | ------- | ------- |
| 2010     | NE       | 16    | 11    | 42        | 546       | 13,0      | 28        | 10        | 0        | 0        | —        | —        | 0        | 1       | 1       |
| 2011     | NE       | 16    | 16    | 90        | 1 327     | 14,7      | 52E       | 17        | 1        | 2        | 2,0      | 2        | 1        | 0       | 0       |
| 2012     | NE       | 11    | 11    | 55        | 790       | 14,4      | 41        | 11        | 0        | 0        | —        | —        | 0        | 1       | 1       |
| 2013     | NE       | 7     | 6     | 39        | 592       | 15,2      | 50        | 4         | 0        | 0        | —        | —        | 0        | 0       | 0       |
| 2014     | NE       | 15    | 10    | 82        | 1 124     | 13,7      | 46E       | 12        | 0        | 0        | —        | —        | 0        | 0       | 0       |
| 2015     | NE       | 15    | 15    | 72        | 1 176     | 16,3      | 76E       | 11        | 0        | 0        | —        | —        | 0        | 0       | 0       |
| 2016     | NE       | 8     | 6     | 25        | 540       | 21,6      | 53        | 3         | 0        | 0        | —        | —        | 0        | 0       | 0       |
| 2017     | NE       | 14    | 14    | 69        | 1 084     | 15,7      | 53E       | 8         | 0        | 0        | —        | —        | 0        | 1       | 0       |
| 2018     | NE       | 10    | 10    | 43        | 637       | 14,8      | 42        | 3         | 0        | 0        | 0,0      | 0        | 0        | 1       | 1       |
| 2020     | TB       | 16    | 16    | 45        | 623       | 13,8      | 48        | 7         | 0        | 0        | 0,0      | 0        | 0        | 1       | 0       |
| 2021     | TB       | 12    | 12    | 55        | 802       | 14,6      | 35        | 6         | 0        | 0        | 0,0      | 0        | 0        | 0       | 0       |
| Carreira | Carreira | 142   | 127   | 621       | 9 286     | 14,9      | 76E       | 92        | 1        | 2        | 2,0      | 2        | 1        | 5       | 3       |

Fonte:

### Pós-Temporada
| Ano      | Equipe   | Jogos                    | Jogos                    | Recepções                | Recepções                | Recepções                | Recepções                | Recepções                | Corridas                 | Corridas                 | Corridas                 | Corridas                 | Corridas                 | Fumbles                  | Fumbles                  |
| Ano      | Equipe   | J                        | JT                       | Rec                      | Jds                      | Med                      | Maior                    | TD                       | Tent                     | Jds                      | Med                      | Maior                    | TD                       | Fum                      | Perd                     |
| -------- | -------- | ------------------------ | ------------------------ | ------------------------ | ------------------------ | ------------------------ | ------------------------ | ------------------------ | ------------------------ | ------------------------ | ------------------------ | ------------------------ | ------------------------ | ------------------------ | ------------------------ |
| 2010     | NE       | 1                        | 1                        | 4                        | 65                       | 16,3                     | 37                       | 0                        | 0                        | 0                        | 0                        | 0                        | 0                        | 0                        | 0                        |
| 2011     | NE       | 3                        | 3                        | 17                       | 258                      | 15,2                     | 28                       | 3                        | 0                        | 0                        | 0                        | 0                        | 0                        | 0                        | 0                        |
| 2012     | NE       | 1                        | 1                        | 0                        | 0                        | 0                        | 0                        | 0                        | 0                        | 0                        | 0                        | 0                        | 0                        | 0                        | 0                        |
| 2014     | NE       | 3                        | 3                        | 16                       | 204                      | 12,8                     | 46                       | 3                        | 0                        | 0                        | 0                        | 0                        | 0                        | 0                        | 0                        |
| 2015     | NE       | 2                        | 2                        | 15                       | 227                      | 15,1                     | 40                       | 3                        | 0                        | 0                        | 0                        | 0                        | 0                        | 0                        | 0                        |
| 2016     | NE       | Não jogou devido a lesão | Não jogou devido a lesão | Não jogou devido a lesão | Não jogou devido a lesão | Não jogou devido a lesão | Não jogou devido a lesão | Não jogou devido a lesão | Não jogou devido a lesão | Não jogou devido a lesão | Não jogou devido a lesão | Não jogou devido a lesão | Não jogou devido a lesão | Não jogou devido a lesão | Não jogou devido a lesão |
| 2017     | NE       | 3                        | 3                        | 16                       | 218                      | 13,6                     | 27                       | 3                        | 0                        | 0                        | 0                        | 0                        | 0                        | 0                        | 0                        |
| 2018     | NE       | 3                        | 3                        | 13                       | 191                      | 14,7                     | 25                       | 0                        | 0                        | 0                        | 0                        | 0                        | 0                        | 0                        | 0                        |
| 2020     | TB       | 4                        | 4                        | 8                        | 110                      | 13,8                     | 25                       | 2                        | 0                        | 0                        | 0                        | 0                        | 0                        | 0                        | 0                        |
| 2021     | TB       | 2                        | 2                        | 9                        | 116                      | 14,2                     | 42                       | 1                        | 0                        | 0                        | 0                        | 0                        | 0                        | 0                        | 0                        |
| Carreira | Carreira | 22                       | 22                       | 98                       | 1 389                    | 14,2                     | 46                       | 15                       | 0                        | 0                        | 0                        | 0                        | 0                        | 0                        | 0                        |

- Negrito indica o melhor de sua carreira

## Recordes
No momento de sua aposentadoria

### Individuais
- Jogador mais jovem com 3 recepções para touchdown em um jogo: 21 anos, 184 dias (2010, vs. Pittsburgh Steelers)[16]
- Jogador mais jovem com 3 recepções para touchdown em um jogo, playoffs: 22 anos, 275 dias (2011 playoffs, contra Denver Broncos)[16]
- Mais recepções para touchdown por um TE, temporada: 17 (2011)[16]
- Mais touchdowns por um tight end, temporada: 18 (2011)[86]
- Primeiro tight end a liderar a liga em touchdowns (2011)[87]
- Mais touchdowns ofensivos nas duas primeiras temporadas: 28 (Empatado com Randy Moss)
- Temporadas com 10+ touchdowns por um tight end: 5 (2010–12, 2014–15)[86]
- Temporadas consecutivas com 10+ touchdowns por um tight end: 3 (2010-12)
- Primeiro tight end a ter 3 temporadas com 10+ touchdowns e 1.000+ jardas (2011, 2014–15)
- Mais touchdowns na pós-temporada por um tight end: 14[16]
- Mais jardas na pós-temporada por um tight end: 1 273[16]
- Mais temporadas com mais de 1.000 jardas como tight end: 4 (empatado com Tony Gonzalez e Jason Witten)[86]
- Maior quantidade de recepções em Super Bowl: 23[88]
- Maior quantidade de jardas por um tight end na história do Super Bowl: 297[68]
- Primeiro tight end com mais de 1 000+ jardas na carreira em pós-temporada[89]

### Com os Patriots
- Mais jogos com mais de 100 jardas por um tight end: 26
- Maior número de jardas de recepção por jogo em média por um final apertado (temporada): 82,9 (2011)
- Jogador mais jovem com 3 recepções de touchdown em um jogo: 21 anos, 214 dias (2010, vs. Pittsburgh Steelers)
- Jogador mais jovem com 3 recepções de touchdown em um jogo de playoff: 22 anos, 275 dias (2011 playoffs, contra Denver Broncos)
- Mais recepções de touchdown na carreira: 77
- Mais jogos com vários touchdowns: 16

## Patrocínios e aparições

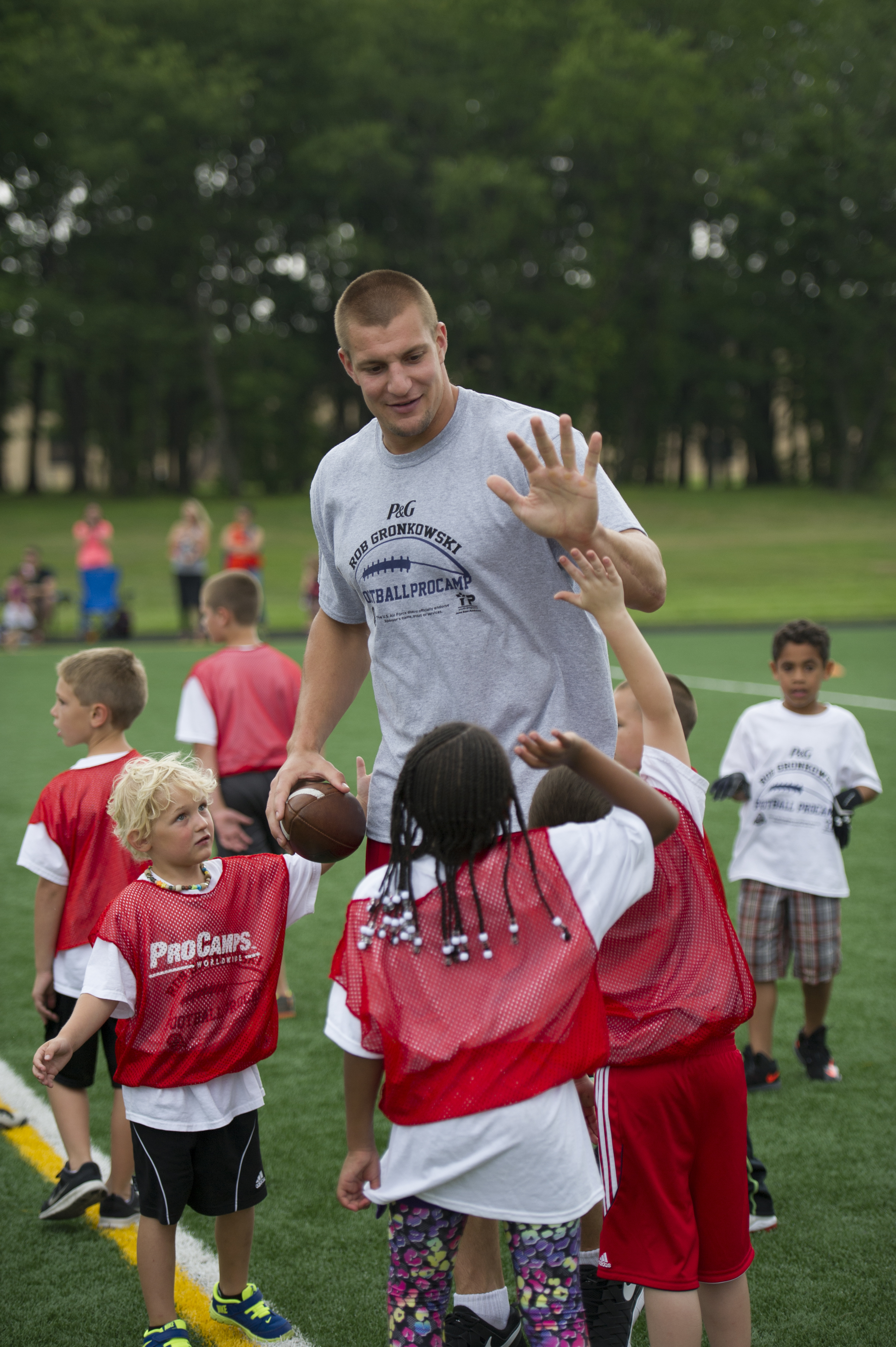
Gronkowski em 2015

Em março de 2012, Gronkowski assinou um contrato de dois anos com a Dunkin 'Donuts para endossar seus produtos e aparecer em anúncios de rádio e televisão.
Em agosto de 2012, Gronkowski tornou-se investidor e patrocinador da bebida esportiva premium, Bodyarmor SuperDrink.
Em setembro de 2012, a PLB Sports produziu um cereal de flocos de milho denominado Gronk Flakes que foi vendido na Nova Inglaterra nos supermercados Stop & Shop. Os Gronk Flakes são fabricados pela mesma empresa que produziu Flutie Flakes. Uma parte dos lucros beneficiará a Gronk Nation Youth Foundation.
Em janeiro de 2015, Gronkowski juntou-se à Opendorse para promover um aplicativo móvel da Zynga chamado "NFL Showdown: Football Manager".
Em seu livro, "It's Good to be Gronk!", Gronkowski escreveu que ele não gastou o dinheiro que ele ganhou através de seus contratos da NFL e estritamente vive dos ganhos de seus contratos de patrocínio e aparições. Seu salário nos primeiros cinco anos foi de mais de US $ 10 milhões.
Em abril de 2016, Gronkowski lançou com a Monster Energy uma bebida chamada "Gronk", que será distribuída pela Coca-Cola.
Em maio de 2016, a EA Sports anunciou que Gronkowski seria o atleta da capa do Madden NFL 17.
Em outubro de 2017, Gronkowski apareceu no Shark Tank da ABC quando seu irmão Chris Gronkowski fez um acordo com Mark Cuban e Alex Rodriguez para a companhia de Chris, Ice Shaker.
Em janeiro de 2018, Gronkowski apareceu em um vídeo no Twitter desencorajando crianças e adolescentes a comer Tide Pods como parte de um novo desafio da internet.
Gronkowski e sua parceira, Camille Kostek, doaram mais de 20 000 equipamentos de proteção individuais para hospitais e departamentos de bombeiros durante a Pandemia de COVID-19.

## Vida pessoal
Gronkowski é o segundo mais novo de cinco irmãos (Dan, Glenn, Gordie Jr. e Chris), todos praticantes de esportes colegiais. O mais velho, Gordie Jr., jogou beisebol na Universidade de Jacksonville, e jogou vários anos de beisebol independente, aparecendo pela última vez profissionalmente para o Southern Illinois Miners da Frontier League em 2011. Dan jogou como um tight end na Universidade de Maryland e foi selecionado no Draft de 2009, ele jogou por cinco anos na NFL. Chris jogou futebol americano por dois anos na Universidade de Maryland antes de se transferir para o Arizona e jogar por quatro temporadas na NFL. O irmão mais novo, Glenn, também era um fullback dos Patriots.
Gronkowski é bisneto de Ignatius Gronkowski, que representou os Estados Unidos no ciclismo nos Jogos Olímpicos de Verão de 1924 em Paris, França, e que detinha cinco recordes mundiais nesse esporte.
Gronkowski é conhecido por sua personalidade divertida, com Tom Brady sendo citado dizendo "Gronk é uma pessoa única, jogador e amigo. Ele é uma das pessoas mais positivas que já existiu e ele gosta de se divertir. O que você vê é o que você ganha e se ele está dançando, cantando ou rindo, ele é fiel a si mesmo." Gronkowski disse que a festa melhora suas habilidades de jogar, observando: "Você sai e se refresca e isso só faz você querer voltar para o campo de treino e continuar indo em frente."
Gronkowski apareceu como uma versão ficcional de si mesmo no filme Entourage de 2015 e no episódio de 2017 da 15ª temporada de Family Guy, e tem um papel no thriller de crime e drama americano de 2017, American Violence. Gronkowski fez uma aparição no WrestleMania 33 da WWE, saltando a barricada e ajudando o amigo da vida real, Mojo Rawley, a ganhar o Andre The Giant Memorial Battle Royal.
Enquanto estava em Minnesota para jogar no Super Bowl LII, a casa de Gronkowski foi assaltada. A polícia de Foxborough iniciou uma investigação, mas não divulgou informações ao público.
Desde 2015, Gronkowski tem um relacionamento com a modelo Camille Kostek. Eles vivem em Foxborough, Massachusetts e Tampa, Flórida.
Durante sua carreira profissional no futebol americano, Gronkowski não gastou muito do seu dinheiro que fez com contratos da NFL, preferindo viver dos ganhos dos seus negócios financeiros, patrocínios e aparições públicas.